# Thankful Village
Thankful Village (littéralement « village reconnaissant »), aussi connu comme Blessed Village (littéralement « village béni »), désigne des localités d'Angleterre et du pays de Galles qui n'ont perdu aucun de leurs habitants ayant servi dans les forces armées britanniques pendant la Première Guerre mondiale.

## Historique
Le terme de Thankful Village fut popularisé par l'écrivain Arthur Mee dans les années 1930. Dans Enchanted Land (1936), le volume introductif à la série des guides The King’s England, il écrivit qu'un Thankful Village était un village n'ayant perdu aucun homme pendant la Grande Guerre car tous ceux qui étaient partis au combat en étaient revenus. Sa liste initiale identifiait ainsi 32 villages.
En novembre 2010, de nouvelles recherches identifièrent 52 paroisses civiles en Angleterre et au pays de Galles n'ayant perdu aucun soldat. Il n'y a par contre aucun village ou paroisse en Écosse ou en Irlande du Nord n'ayant perdu aucun de ses habitants pendant cette guerre.

## Liste
Quatorze de ces villages anglais ou gallois sont considérés comme « doubly thankful » car ils n'ont perdu aucun habitant ayant servi dans les forces armées britanniques, ni pendant la Première, ni pendant la Seconde Guerre mondiale. Ils sont identifiés par un (D) dans la liste ci-dessous utilisant l'ordre alphabétique des comtés où ils se trouvent.
- Buckinghamshire
  - Stoke Hammond

- Cardiganshire
  - Llanfihangel y Creuddyn (en)

- Cornouailles
  - Herodsfoot (en) (D)

- Cumberland
  - Ousby

- Derbyshire
  - Bradbourne

- Dorset
  - Langton Herring (D)

- Durham
  - Hunstanworth (en)

- Essex
  - Strethall

- Glamorgan
  - Colwinston

- Gloucestershire
  - Coln Rogers (en)
  - Little Sodbury
  - Upper Slaughter (D)

- Herefordshire
  - Knill
  - Middleton-on-the-Hill (D)
  - Pipe Aston (D)

- Hertfordshire
  - Puttenham (en)

- Kent
  - Knowlton

- Lancashire
  - Arkholme (D)
  - Nether Kellet (D)

- Leicestershire
  - Saxby
  - East Norton

- Lincolnshire
  - Bigby
  - Flixborough (D)
  - High Toynton (D)
  - Minting

- Northamptonshire
  - East Carlton
  - Woodend
- Northumberland
  - Meldon

- Nottinghamshire
  - Cromwell
  - Maplebeck
  - Wigsley
  - Wysall

- Pembrokeshire
  - Herbrandston (D)

- Rutland
  - Teigh

- Shropshire
  - Harley

- Somerset
  - Aisholt
  - Chantry
  - Chelwood
  - Holywell Lake (en)
  - Rodney Stoke
  - Shapwick
  - Stocklinch (D)
  - Tellisford
  - Woolley (D)

- Suffolk
  - Culpho
  - South Elmham St. Michael (D)

- Sussex
  - East Wittering

- Yorkshire
  - Catwick (D)
  - Cundall (en)
  - Helperthorpe (en)
  - Norton-le-Clay
  - Scruton